# All Life Records
All Life Records was een Frans platenlabel dat jazz uitbracht. Het label bestond maar kort, in de jaren 1979-1980. Het was gevestigd in Parijs. 
Musici wier muziek op het label uitkwam waren Christian Escoudé (waaronder een album met Charlie Haden), Jimmy Rowles, Burton Greene, Cat Anderson, Bud Freeman, Chet Baker (Two a Day), Eddie "Lockjaw" Davis/Harry Edison, een trio met Daniel Humair, Eddy Louiss en Jean-Luc Ponty. Maurice Vander, Eddy Louiss en John Lewis.